# Білобородченко Андрій Володимирович
Андрі́й Володи́мирович Білоборо́дченко (нар. 11 квітня 1974) — український військовослужбовець, полковник Державної прикордонної служби України, учасник російсько-української війни. Медаль «За військову службу Україні» (2014). Позивний — Борода.

## Життєпис
У 2014 році разом із побратимами повернувся живим із «Довжанського котла».
Станом на 2018 рік речник Південного регіонального управління Державної прикордонної служби України.

## Нагороди
- медаль «За військову службу Україні» (29 вересня 2014) — за особисту мужність і героїзм, виявлені у захисті державного суверенітету та територіальної цілісності України[4].